# Kabaw
Kabaw, Kabao  o Cabao  ( en árabe : كاباو ) es una ciudad del distrito de Nalut, en el noroeste de Libia. Se encuentra a sólo 9 kilómetros de la carretera Gharyan-Nalut y a unos 70 kilómetros al oeste de Jadu, en el extremo norte de la meseta de Tripolitania, en los montes de Nafusa.

## Historia
Kabaw era una ciudad bereber del área administrativa de Ghadamis. Después de la Segunda Guerra Mundial, fue ocupada por militares franceses militar y se gobernaba desde Túnez. Volvió al control de Libia en 1951.

## Lugares de interés
En Kabaw se encuentra el "Ksar Kabaw", un ghurfa o villa-fortaleza bereber, situado en lo alto de una colina y que en la actualidad se encuentra abandonado. Los ghurfas se construían principalmente con piedra, yeso y adobe y tenían puertas de madera de palma.
El Festival de Primavera de Qsar se celebra cada año en el mes de abril.